# جويل كورتني
جويل كورتني (بالإنجليزية: Joel Courtney)‏ (31 يناير 1996) هو ممثل أمريكي اشتهر بدوره في فيلم سوبر 8 وبعدها في الفيلم المتسلسل كشك التقبيل.

## حياته
ولد كورتني في مونتيري في ولاية كاليفورنيا، ونشأ في بلدة موسكو، والداه يعملان معلمان في مدرسة. وهو الأصغر بين أربعة أطفال ولديه أخوان أكبر سناً كالب وجوش وأخت كبيرة شانتيل، في سن الرابعة عشرة، ذهب جويل لزيارة أخيه كالب، خلال العطلة الصيفية، وقد كان شقيقه يمارس مهنة التمثيل في لوس أنجلوس، حينها قرر جويل أن يمضي شهرًا في اختبار الإعلانات التجارية التلفزيونية أثناء وجوده في لوس أنجلوس، على أمل أن يترك 100 دولار في جيبه، وكان هذا أول اختبار لجويل من أي وقت مضى بعد 11 من الاستدعاءات، حصل جويل على أول وظيفة تمثيلية له في فيلم ستيفن سالسبورغ عام 2011.

## أعماله

### الأفلام
| السنة | اسم الفيلم                    | الدور           |
| ----- | ----------------------------- | --------------- |
| 2011  | سوبر 8                        | جو لامب         |
| 2012  | Spare Time Killers            | توني الصغير     |
| 2013  | Don't Let Me Go               | Nick Madsen     |
| 2014  | Mercy                         | بادي بروكنر     |
| 2014  | Sins of Our Youth             | David           |
| 2014  | Tom Sawyer & Huckleberry Finn | توم سوير        |
| 2016  | Dear Eleanor                  | بيلي هوبجود     |
| 2016  | The River Thief               | ديز             |
| 2017  | F the Prom                    | كول ريد         |
| 2018  | Assimilate                    | زاك هندرسون     |
| 2018  | كشك التقبيل                   | لي فلين         |
| 2020  | كشك التقبيل 2                 | لي فلين         |
| 2020  | The Empty Man                 | براندون مايبيوم |
| 2021  | كشك التقبيل 3                 | لي فلين         |
| 2022  | مريض                          | Tyler Murphy    |
| 2023  | ثورة يسوع                     | غريغ لوري       |

## وصلات خارجية
- جويل كورتني على موقع IMDb (الإنجليزية)
- جويل كورتني على موقع ميتاكريتيك (الإنجليزية)
- جويل كورتني على موقع روتن توميتوز (الإنجليزية)
- جويل كورتني على موقع قاعدة بيانات الأفلام العربية
- جويل كورتني على موقع ألو سيني (الفرنسية)
- جويل كورتني على موقع تيرنر كلاسيك موفيز (الإنجليزية)
- جويل كورتني على موقع أول موفي (الإنجليزية)
- جويل كورتني على موقع قاعدة بيانات الأفلام السويدية (السويدية)
- جويل كورتني على موقع قاعدة بيانات الفيلم (الإنجليزية)
- جويل كورتني على موقع ليتربوكسد (الإنجليزية)